# Dunières
Pour les articles homonymes, voir Dunières (homonymie).
Dunières est une commune française située à l'est du Velay, dans le département de la Haute-Loire en région Auvergne-Rhône-Alpes.

## Géographie
Dunières est située au nord-est du département de la Haute-Loire, à 770 mètres d'altitude.

### Localisation
La commune de Dunières se trouve dans le département de la Haute-Loire, en région Auvergne-Rhône-Alpes.
Elle se situe à 52 km par la route du Puy-en-Velay, préfecture du département, à 25 km d'Yssingeaux, sous-préfecture, et à 15 km de Tence, bureau centralisateur du canton des Boutières dont dépend la commune depuis 2015 pour les élections départementales.
Les communes voisines sont : 
Montfaucon-en-Velay (4,2 km), Riotord (4,8 km), Raucoules (5,0 km), Saint-Romain-Lachalm (5,7 km), Montregard (6,3 km), Saint-Pal-de-Mons (6,5 km), Saint-Julien-Molhesabate (7,2 km), Marlhes (8,5 km).
| Saint-Pal-de-Mons              | Saint-Romain-Lachalm | Riotord                  |
|                                | Dunières             |                          |
| Montfaucon-en-Velay, Raucoules | Montregard           | Saint-Julien-Molhesabate |

### Climat
Pour des articles plus généraux, voir Climat d'Auvergne-Rhône-Alpes et Climat de la Haute-Loire.
En 2010, le climat de la commune est de type climat des marges montargnardes, selon une étude du Centre national de la recherche scientifique s'appuyant sur une série de données couvrant la période 1971-2000. En 2020, Météo-France publie une typologie des climats de la France métropolitaine dans laquelle la commune est exposée à un climat de montagne ou de marges de montagne et est dans la région climatique Sud-est du Massif Central, caractérisée par une pluviométrie annuelle de 1 000 à 1 500 mm, minimale en été, maximale en automne.
Pour la période 1971-2000, la température annuelle moyenne est de 9,2 °C, avec une amplitude thermique annuelle de 16,5 °C. Le cumul annuel moyen de précipitations est de 960 mm, avec 9,3 jours de précipitations en janvier et 7 jours en juillet. Pour la période 1991-2020, la température moyenne annuelle observée sur la station météorologique de Météo-France la plus proche, « Saint-Romain-Lachalm », sur la commune de Saint-Romain-Lachalm à 6 km à vol d'oiseau, est de 9,2 °C et le cumul annuel moyen de précipitations est de 923,5 mm,. Pour l'avenir, les paramètres climatiques de la commune estimés pour 2050 selon différents scénarios d'émission de gaz à effet de serre sont consultables sur un site dédié publié par Météo-France en novembre 2022.

### Milieux naturels et biodiversité
Aucun espace naturel présentant un intérêt patrimonial n'est recensé sur la commune dans l'inventaire national du patrimoine naturel,,.

## Urbanisme

### Typologie
Au 1er janvier 2024, Dunières est catégorisée bourg rural, selon la nouvelle grille communale de densité à sept niveaux définie par l'Insee en 2022.
Elle appartient à l'unité urbaine de Dunières, une unité urbaine monocommunale constituant une ville isolée,. La commune est en outre hors attraction des villes,.

### Occupation des sols
L'occupation des sols de la commune, telle qu'elle ressort de la base de données européenne d’occupation biophysique des sols Corine Land Cover (CLC), est marquée par l'importance des forêts et milieux semi-naturels (55,6 % en 2018), une proportion sensiblement équivalente à celle de 1990 (56,4 %). La répartition détaillée en 2018 est la suivante : 
forêts (54,8 %), prairies (29,6 %), zones agricoles hétérogènes (10,1 %), zones urbanisées (3,1 %), zones industrielles ou commerciales et réseaux de communication (1,6 %), milieux à végétation arbustive et/ou herbacée (0,7 %). L'évolution de l’occupation des sols de la commune et de ses infrastructures peut être observée sur les différentes représentations cartographiques du territoire : la carte de Cassini (XVIIIe siècle), la carte d'état-major (1820-1866) et les cartes ou photos aériennes de l'IGN pour la période actuelle (1950 à aujourd'hui).

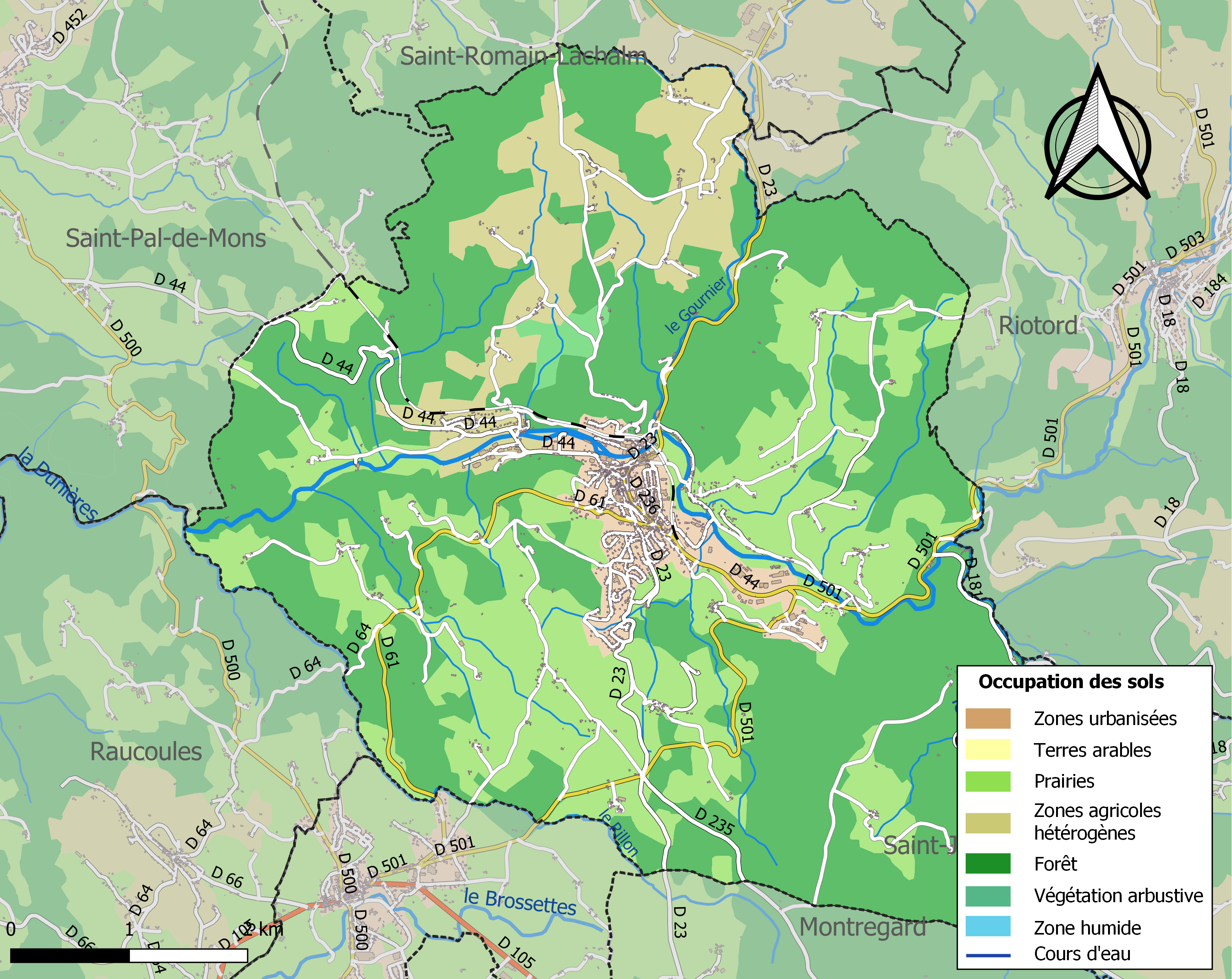
Carte des infrastructures et de l'occupation des sols de la commune en 2018 (CLC).
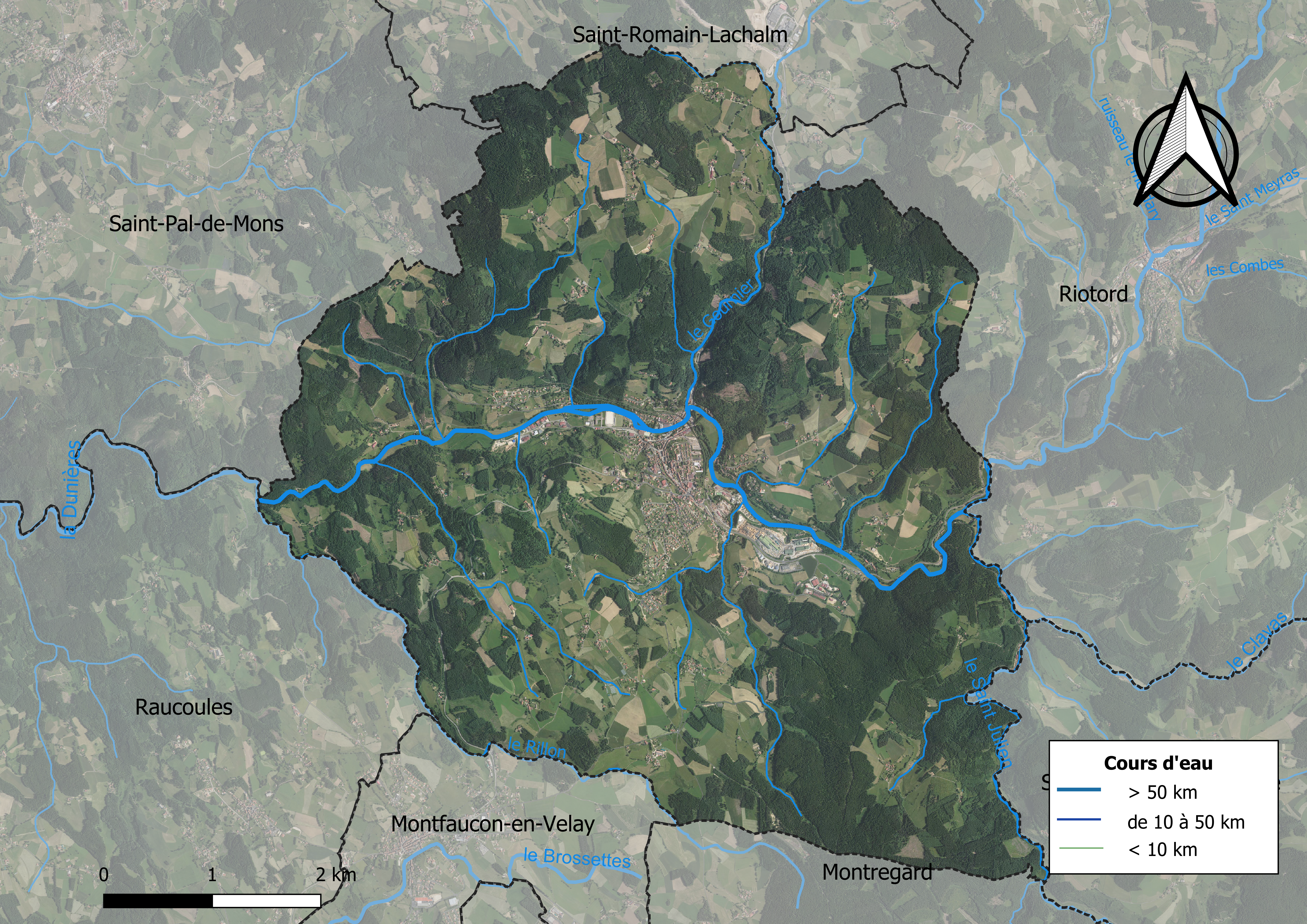
Carte orthophotographique de la commune.

### Habitat et logement
En 2018, le nombre total de logements dans la commune était de 1 493, alors qu'il était de 1 494 en 2013 et de 1 494 en 2008.
Parmi ces logements, 79,8 % étaient des résidences principales, 6,7 % des résidences secondaires et 13,5 % des logements vacants. Ces logements étaient pour 70,4 % d'entre eux des maisons individuelles et pour 29,6 % des appartements.
Le tableau ci-dessous présente la typologie des logements à Dunières en 2018 en comparaison avec celle de la Haute-Loire et de la France entière. Une caractéristique marquante du parc de logements est ainsi une proportion de résidences secondaires et logements occasionnels (6,7 %) inférieure à celle du département (16,1 %) mais supérieure à celle de la France entière (9,7 %). Concernant le statut d'occupation de ces logements, 69,7 % des habitants de la commune sont propriétaires de leur logement (67,7 % en 2013), contre 70 % pour la Haute-Loire et 57,5 pour la France entière.
| Typologie                                               | Dunières | Haute-Loire | France entière |
| ------------------------------------------------------- | -------- | ----------- | -------------- |
| Résidences principales (en %)                           | 79,8     | 71,5        | 82,1           |
| Résidences secondaires et logements occasionnels (en %) | 6,7      | 16,1        | 9,7            |
| Logements vacants (en %)                                | 13,5     | 12,4        | 8,2            |

### Transports
La commune est desservie par les routes départementales 23 (reliant le centre-bourg à Saint-Romain-Lachalm au nord) et 501 (ancienne route nationale 501) reliant Montfaucon-en-Velay à Riotord.

## Toponymie
Du radical indo-européen *dhun-, associant un relief et un habitat défendu « dune », à l’origine d’une racine celtique *dhuno dont le premier sens aurait été « clôture, zone enclose », d’où le gaulois  dūnum qui a pris le sens de « citadelle, enceinte fortifiée » et, par métonymie, celui de « colline, mont » puisque la plupart des citadelles étaient bâties sur des hauteurs.
Son nom est Duneira (graphie classique) / Duneirà (écriture auvergnate unifiée) en vivaro-alpin et en auvergnat.

## Histoire

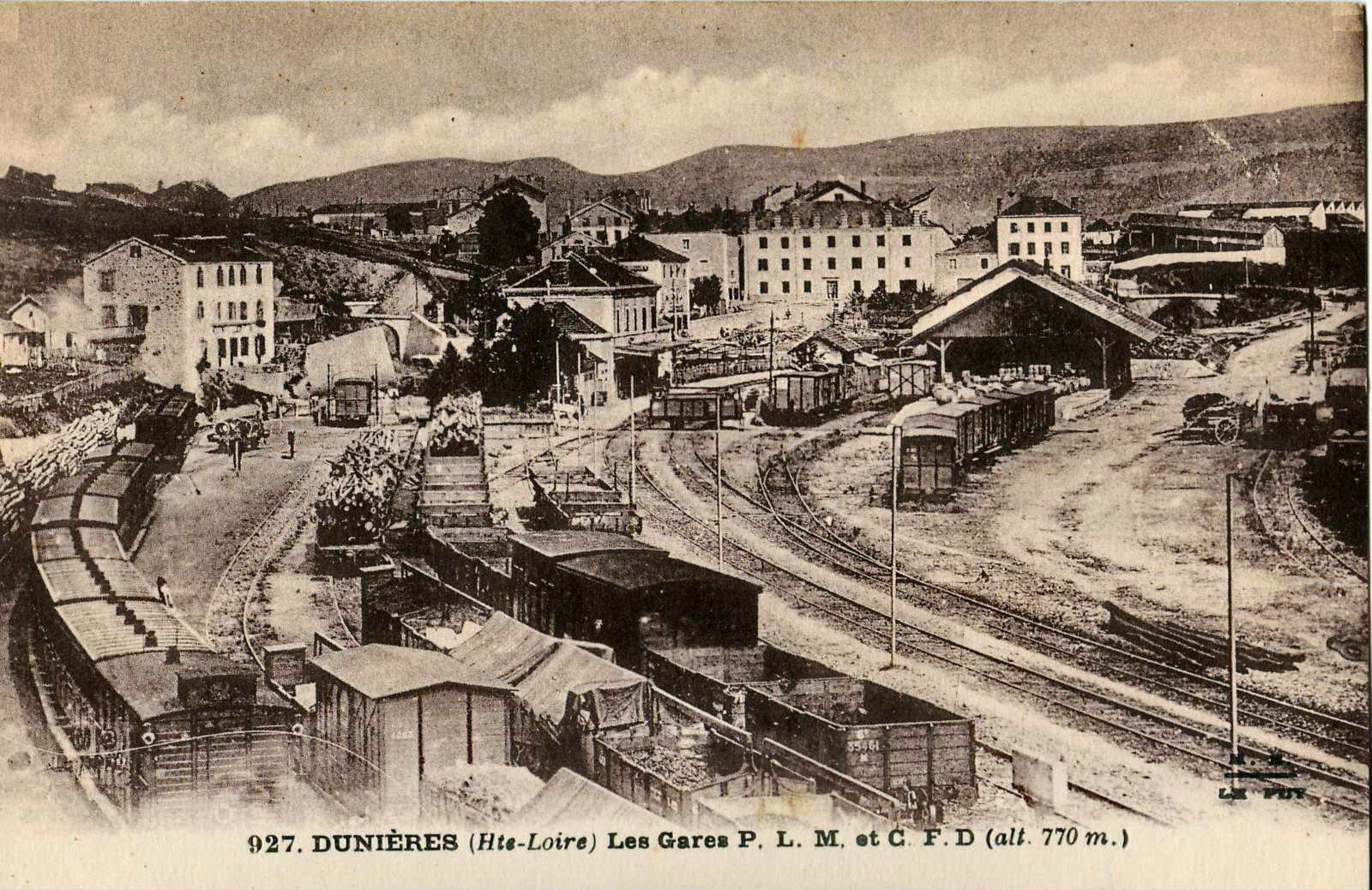
La gare d'échange de Dunières entre le « grand réseau » et les CFD au début du XX.

En 998, la viguerie de Tence comprenait le village de Vilette (implanté sur le territoire de la future commune de Dunières).
Au XIIe siècle, il est mentionné l'existence de deux châteaux au sein de la baronnie de Dunières. Le « castrum » (château fort) construit avant 1146, est une possession des seigneurs de Saint-Didier. Une maison-forte ou « château-bas de Dunières » située non loin de l'église, est une possession des seigneurs de Dunières, issus des Pagan et des Argental.
En 1197, Armand de Retourtour devient seigneur de Dunières grâce à son mariage avec « Seignoresse » de Dunières.
Un prieuré bénédictin de La Chaise-Dieu est mentionné en 1184.
C'est au XIIIe siècle que Dunières acquiert son blason et ses armoiries.
La rubanerie apparait vers 1600, le moulinage de la soie en 1718.
Au début du XXe siècle, s'installent les usines de tissages qui bénéficient de la puissance motrice de la rivière La Dunière.
Grâce à ces activités  les voies de communication développent, en particulier vers Saint-Étienne et vers Annonay.
La ligne ferroviaire Firminy-Annonay est inaugurée en 1885 et la ligne CFD en 1902. Ces liaisons ont été progressivement abandonnées à partir de 1940.
L'abbé Meiller[Qui ?], poète qui écrit dans la lange locale, qualifie la commune de « reine de la montagne »[Quand ?].

## Politique et administration

### Découpage territorial
La commune de Dunières est membre de la communauté de communes du Pays de Montfaucon, un établissement public de coopération intercommunale (EPCI) à fiscalité propre créé le 23 décembre 1996 dont le siège est à Montfaucon-en-Velay. Ce dernier est par ailleurs membre d'autres groupements intercommunaux.
Sur le plan administratif, elle est rattachée à l'arrondissement d'Yssingeaux, au département de la Haute-Loire, en tant que circonscription administrative de l'État, et à la région Auvergne-Rhône-Alpes.
Sur le plan électoral, elle dépend du canton des Boutières pour l'élection des conseillers départementaux, depuis le redécoupage cantonal de 2014 entré en vigueur en 2015, et de la première circonscription de la Haute-Loire   pour les élections législatives, depuis le redécoupage électoral de 1986.

### Politique environnementale
La déchèterie se situe au lieu-dit Malataverne, au sud de la commune.

## Population et société

### Démographie

#### Évolution démographique
L'évolution du nombre d'habitants est connue à travers les recensements de la population effectués dans la commune depuis 1793. Pour les communes de moins de 10 000 habitants, une enquête de recensement portant sur toute la population est réalisée tous les cinq ans, les populations de référence des années intermédiaires étant quant à elles estimées par interpolation ou extrapolation. Pour la commune, le premier recensement exhaustif entrant dans le cadre du nouveau dispositif a été réalisé en 2004.

En 2022, la commune comptait 2 623 habitants, en évolution de −7,84 % par rapport à 2016 (Haute-Loire : +0,36 %, France hors Mayotte : +2,11 %).
| 1793  | 1800  | 1806  | 1821  | 1831  | 1836  | 1841  | 1846  | 1851  |
| ----- | ----- | ----- | ----- | ----- | ----- | ----- | ----- | ----- |
| 2 010 | 1 650 | 2 020 | 2 495 | 2 409 | 2 381 | 2 461 | 2 339 | 2 237 |

| 1856  | 1861  | 1866  | 1872  | 1876  | 1881  | 1886  | 1891  | 1896  |
| ----- | ----- | ----- | ----- | ----- | ----- | ----- | ----- | ----- |
| 2 219 | 2 264 | 2 315 | 2 470 | 2 513 | 3 117 | 2 973 | 2 882 | 3 135 |

| 1901  | 1906  | 1911  | 1921  | 1926  | 1931  | 1936  | 1946  | 1954  |
| ----- | ----- | ----- | ----- | ----- | ----- | ----- | ----- | ----- |
| 3 219 | 3 300 | 3 327 | 3 023 | 3 173 | 3 222 | 3 249 | 3 077 | 3 190 |

| 1962  | 1968  | 1975  | 1982  | 1990  | 1999  | 2004  | 2006  | 2009  |
| ----- | ----- | ----- | ----- | ----- | ----- | ----- | ----- | ----- |
| 3 227 | 3 146 | 2 996 | 3 014 | 3 009 | 2 949 | 3 002 | 3 025 | 2 939 |

| 2014  | 2019  | 2022  | - | - | - | - | - | - |
| ----- | ----- | ----- | - | - | - | - | - | - |
| 2 875 | 2 668 | 2 623 | - | - | - | - | - | - |

#### Pyramide des âges
La population de la commune est relativement âgée.
En 2018, le taux de personnes d'un âge inférieur à 30 ans s'élève à 30,4 %, soit en dessous de la moyenne départementale (31 %). À l'inverse, le taux de personnes d'âge supérieur à 60 ans est de 34,9 % la même année, alors qu'il est de 31,1 % au niveau départemental.
En 2018, la commune comptait 1 336 hommes pour 1 391 femmes, soit un taux de 51,01 % de femmes, légèrement supérieur au taux départemental (50,87 %).
Les pyramides des âges de la commune et du département s'établissent comme suit.
| Hommes | Classe d’âge | Femmes |
| ------ | ------------ | ------ |
| 1,0    | 90 ou +      | 3,1    |
| 10,1   | 75-89 ans    | 13,6   |
| 21,7   | 60-74 ans    | 20,3   |
| 20,7   | 45-59 ans    | 19,6   |
| 15,5   | 30-44 ans    | 13,6   |
| 14,8   | 15-29 ans    | 14,0   |
| 16,1   | 0-14 ans     | 15,8   |

| Hommes | Classe d’âge | Femmes |
| ------ | ------------ | ------ |
| 0,9    | 90 ou +      | 2,5    |
| 8,4    | 75-89 ans    | 11,7   |
| 20,4   | 60-74 ans    | 20,5   |
| 21,3   | 45-59 ans    | 20,3   |
| 16,8   | 30-44 ans    | 16,3   |
| 15,2   | 15-29 ans    | 13,2   |
| 17     | 0-14 ans     | 15,6   |

### Enseignement
Dunières dépend de l'académie de Clermont-Ferrand.
Dans l'enseignement public, les élèves commencent leur scolarité à l'école Jacques-Prévert, composée de quatre classes (petite et moyenne section ; grande section et CP, CE1-CE2 et CM1-CM2). Ils poursuivent au collège Roger-Ruel de Saint-Didier-en-Velay.
Dans l'enseignement privé, l'école Saint-Joseph, à l'origine école de filles, a été ouverte par une ordonnance royale de 1827. L'école accueillait en 2011 onze classes de la petite section au CM2. Les élèves scolarisés dans cette école poursuivent au collège du Sacré-Cœur situé dans la commune et sous le même toit.

## Économie

### Revenus
En 2018, la commune compte 1 146 ménages fiscaux, regroupant 2 613 personnes. La médiane du revenu disponible par unité de consommation est de 20 810 € (20 800 € dans le département). 42 % des ménages fiscaux sont imposés (42,8 % dans le département).

### Emploi
| Division       | 2008  | 2013  | 2018  |
| -------------- | ----- | ----- | ----- |
| Commune        | 6,6 % | 6,5 % | 5,7 % |
| Département    | 6,3 % | 7,7 % | 7,7 % |
| France entière | 8,3 % | 10 %  | 10 %  |

En 2018, la population âgée de 15 à 64 ans s'élève à 1 532 personnes, parmi lesquelles on compte 76 % d'actifs (70,3 % ayant un emploi et 5,7 % de chômeurs) et 24 % d'inactifs,. En  2018, le taux de chômage communal (au sens du recensement) des 15-64 ans est inférieur à celui de la France et département, alors qu'en 2008 il était supérieur à celui du département et inférieur à celui de la France.
La commune est hors attraction des villes,. Elle compte 1 029 emplois en 2018, contre 1 041 en 2013 et 1 059 en 2008. Le nombre d'actifs ayant un emploi résidant dans la commune est de 1 087, soit un indicateur de concentration d'emploi de 94,7 % et un taux d'activité parmi les 15 ans ou plus de 51,3 %.
Sur ces 1 087 actifs de 15 ans ou plus ayant un emploi, 435 travaillent dans la commune, soit 40 % des habitants. Pour se rendre au travail, 86,9 % des habitants utilisent un véhicule personnel ou de fonction à quatre roues, 0,9 % les transports en commun, 8 % s'y rendent en deux-roues, à vélo ou à pied et 4,1 % n'ont pas besoin de transport (travail au domicile).

### Activités hors agriculture
225 établissements sont implantés  à Dunières au 31 décembre 2019. Le tableau ci-dessous en détaille le nombre par secteur d'activité et compare les ratios avec ceux du département,.
| Secteur d'activité                                                                                        | Commune | Commune | Département |
| Secteur d'activité                                                                                        | Nombre  | %       | %           |
| --- | ------- | ------- | ----------- |
| Ensemble                                                                                                  | 225     | 100 %   | (100 %)     |
| Industrie manufacturière, industries extractives et autres                                                | 47      | 20,9 %  | (14,2 %)    |
| Construction                                                                                              | 26      | 11,6 %  | (13,9 %)    |
| Commerce de gros et de détail, transports, hébergement et restauration                                    | 54      | 24 %    | (28,8 %)    |
| Information et communication                                                                              | 4       | 1,8 %   | (1,9 %)     |
| Activités financières et d'assurance                                                                      | 14      | 6,2 %   | (4,4 %)     |
| Activités immobilières                                                                                    | 8       | 3,6 %   | (3,9 %)     |
| Activités spécialisées, scientifiques et techniques et activités de services administratifs et de soutien | 25      | 11,1 %  | (11,6 %)    |
| Administration publique, enseignement, santé humaine et action sociale                                    | 31      | 13,8 %  | (13,3 %)    |
| Autres activités de services                                                                              | 16      | 7,1 %   | (8 %)       |

Le secteur du commerce de gros et de détail, des transports, de l'hébergement et de la restauration est prépondérant sur la commune puisqu'il représente 24 % du nombre total d'établissements de la commune (54 sur les 225 entreprises implantées  à Dunières), contre 28,8 % au niveau départemental.
Les cinq entreprises ayant leur siège social sur le territoire communal qui génèrent le plus de chiffre d'affaires en 2020 sont : 
- Scierie Moulin, sciage et rabotage du bois, hors imprégnation (31 980 k€)
- Moulin Bois Énergie, fabrication d'objets divers en bois ; fabrication d'objets en liège, vannerie et sparterie (18 799 k€)
- Nergeco Production, fabrication de portes et fenêtres en métal (11 716 k€)
- Bruniedis, supermarchés (10 977 k€)
- Scierie Beal, sciage et rabotage du bois, hors imprégnation (4 863 k€)

### Agriculture
La commune fait partie de la petite région agricole dénommée « Monts du Forez ». En 2010, l'orientation technico-économique de l'agriculture  sur la commune est la production de bovins, orientation élevage et viande.
|                                   | 1988  | 2000 | 2010 |
| --------------------------------- | ----- | ---- | ---- |
| Exploitations                     | 72    | 70   | 48   |
| Superficie agricole utilisée (ha) | 1 226 | 1295 | 1113 |

Le nombre d'exploitations agricoles en activité qui ont leur siège dans la commune est passé de 53 en 1988 à 70 en 2000 puis à 48 en 2010, soit une baisse de 67 % en 22 ans. Le même mouvement est observé à l'échelle du département qui a perdu pendant cette période 43 % de ses exploitations. La surface agricole utilisée sur la commune a également diminué, passant de 1 226 ha en 1988 à 1 113 ha en 2010. Parallèlement la surface agricole utilisée moyenne par exploitation a augmenté, passant de 17 à 23 ha.

### Tourisme
Un hôtel trois étoiles et quatre hébergements locatifs (dont un gîte d'étape) peuvent accueillir les voyageurs.

## Culture locale et patrimoine

### Lieux et monuments
- Col du Tracol (1 025 mètres d'altitude) ;
- Église Saint-Martin (XIe siècle).
- Château fort de Joyeuse, inscrit au titre des monuments historiques par arrêté du 18 novembre 2002[38].
- Maison Malartre, inscrite au titre des monuments historiques par arrêté du 18 novembre 2002[39].

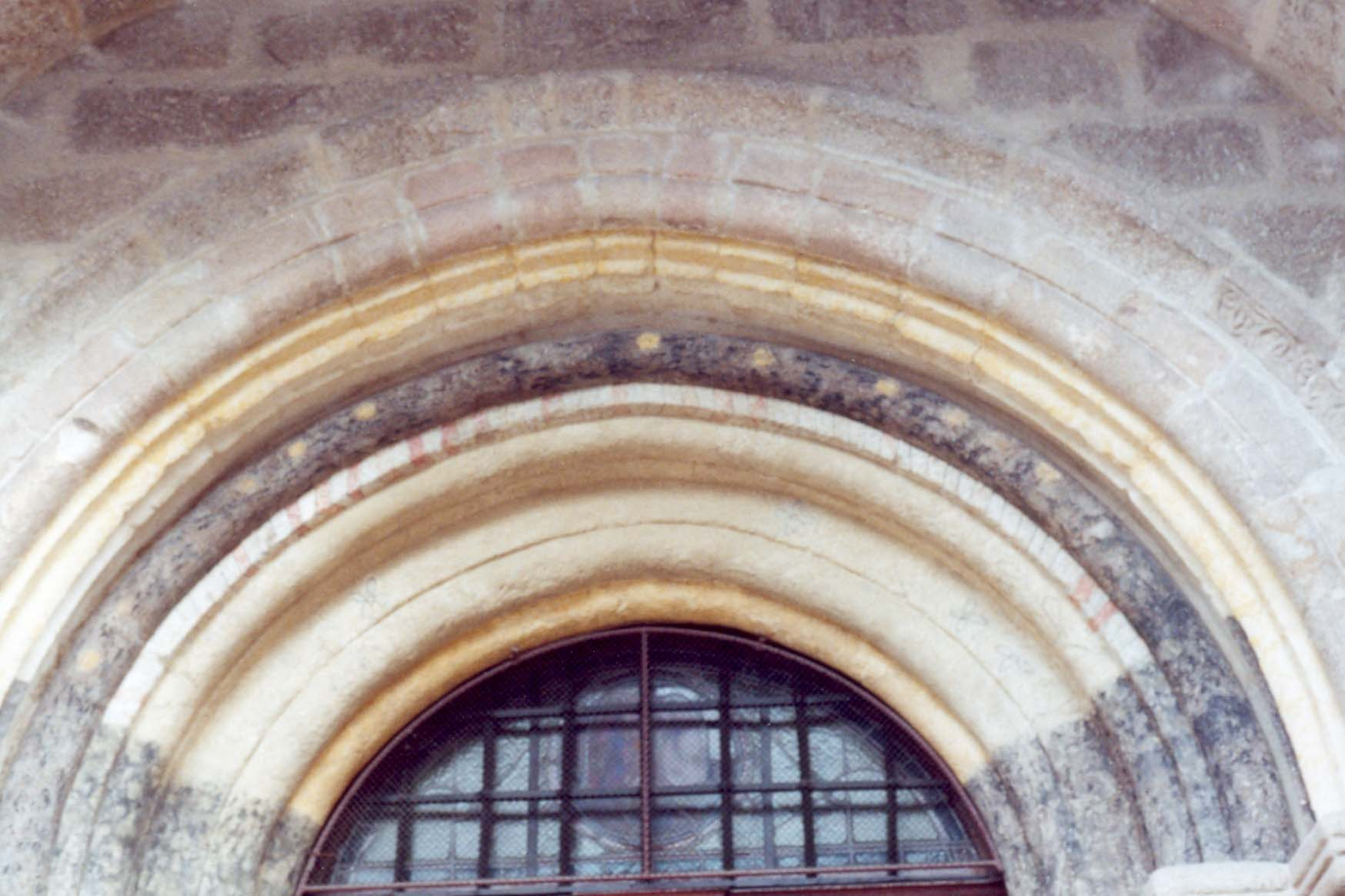
Voussures polychromes du tympan de l'église Saint-Martin.
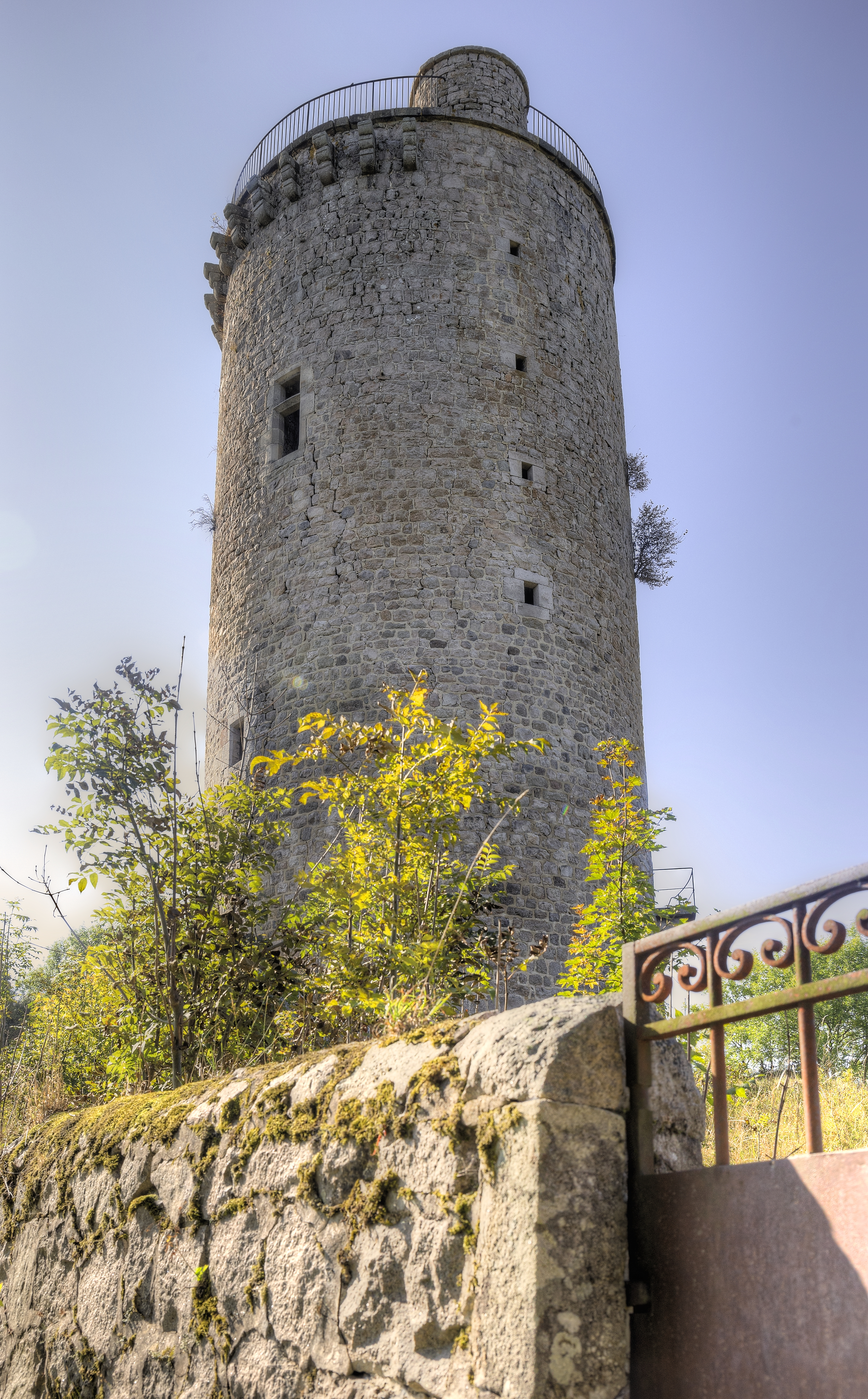
La tour, vestige du château de Joyeuse.

### Personnalités liées à la commune
- Jean-Claude Lemoyne (1749-1812), homme politique né à Dunières, député de la Haute-Loire.
- Pierre Malartre (1834 à Dunières - 1911 à Dunières), industriel et homme politique.
- Maurice Moulin, PDG de la scierie Moulin.
- X 2132 : autorail monocaisse de la SNCF / TER parrainée par la ville de Dunières[40].

### Héraldique
| Blason de Dunières | Blason  | Tiercé en pairle renversé : au 1er d'azur à la croix d'argent, au 2e fascé d'or et d'azur, au 3e de gueules à une tour carrée d'argent maçonnée et ajourée de sable. |
| Blason de Dunières | Détails | Le statut officiel du blason reste à déterminer. |
| Blason de Dunières | Alias   | Fascé d'or et d'azur. |